# Bruninho (cầu thủ bóng đá, sinh 1989)
Bruno Anderson da Silva Sabino, hay đơn giản Bruninho hoặc Bruno Sabino; sinh ngày 29 tháng 9 năm 1989) là một cầu thủ bóng đá người Brasil, hiện tại thi đấu cho câu lạc bộ tại Giải bóng đá ngoại hạng Hồng Kông R&F cho mượn từ câu lạc bộ mẹ Guangzhou R&F.